# ソナーリ・デラニヤガラ
ソナーリ・デラニヤガラ（Sonali Deraniyagala, 1964年 - ）は、スリランカの経済学者。 

## 経歴
スリランカ・コロンボに生まれる。高校卒業後にイギリスに渡り、ケンブリッジ大学で経済学を専攻し、オックスフォード大学で博士号を取得。
2019年1月現在はロンドン大学アジア・アフリカ研究学院（SOAS）で教えながら、米コロンビア大学国際公共政策大学院でも研究員を務め、経済発展や災害復興について研究をしている。
自身の経験を綴った『波』は2013年に刊行され、多くの賛辞を受けてニューヨーク・タイムズ紙が選ぶその年の10冊の一つに選ばれた。

## 邦訳作品
- 『波』佐藤澄子訳、新潮社、新潮クレスト・ブックス、2019年1月